# Multiple Listing Service
El Multiple Listing Service (MLS) o Servicio de listado múltiple (SLM), en español, define la colaboración entre agentes inmobiliarios. Está colaboración viene dada principalmente por la compartición del producto captado, de forma que cualquier asociado de la MLS, puede comercializar inmuebles captados por otro de los asociados. Las MLS tienen además un código deontológico o de conducta que deben aceptar todos sus asociados que regulan el correcto funcionamiento de las mismas y establecen las reglas de colaboración entre los asociados.
El origen de las MLS se remonta a principios del siglo XX en Estados Unidos y llega a España en 2002 de la mano de RE/MAX, Astorga y Look and Find que fundan el MLS en España. A él se han ido sumando las principales redes del país.
EL MLS no se entiende sin la existencia de un software inmobiliario que sea capaz de establecer qué inmuebles va a compartir cada profesional y cuál mantendrá como privado. El MLS es mucho más funcional cuando el profesional inmobiliario utiliza la exclusividad como forma de trabajo, tal y como sucede en los Estados Unidos. Sin embargo, son muchas las empresas de software en España que brindan la posibilidad de formar parte del MLS independientemente del modo de trabajar de cada agencia inmobiliaria.
El factor fundamental y diferenciador de la forma de trabajo en un sistema MLS es que las captaciones de oferta inmobiliaria son en exclusiva múltiple compartida, que da derecho a cualquier asociado a colaborar en la gestión de compraventa o alquiler de la propiedad, representando una parte al propietario y otra al comprador o arrendatario.
En Latinoamérica, esto no ha sido posible sino hasta la llegada de algunos MLS locales, tales como Flex y Realty, específicamente  en destinos turísticos tales como Los Cabos, Puerto Vallarta, Panamá y Costa Rica.
Es hasta el año 2023 que Stephen Yeager Junto con Ross Buck y Roberto Guijarro fundan Omni MLS, el primer MLS integral con capacidades nacionales e internacionales y cubriendo de inicio el 70 % del territorio latinoamericano. En el 2023 iniciaron operaciones con 12 países de Centro y Sud América y al 2024 se incluyen ya Chile, Brasil y Argentina.
Omni MLS tiene como tecnología base Core Logic, el desarrollador de MLS más importante de Estados Unidos y Canadá . Al 2024 cuenta con más de 65000 propiedades en exclusiva y más de 5000 agentes inmobiliarios.